# Eulitopus purpureus
Eulitopus purpureus är en skalbaggsart som beskrevs av Hintz 1919. Eulitopus purpureus ingår i släktet Eulitopus och familjen långhorningar. Inga underarter finns listade i Catalogue of Life.